# 古亭坑層
古亭坑層（Gutingkeng Formation）位於臺灣本島西南部，從嘉義縣觸口以南，經曾文水庫、南化、田寮到燕巢金山里，這一個狹長的區域是台灣西部泥岩區的範圍。這一帶可看到許多鋸齒狀的裸露山脊，由於寸草不生、山壁陡峭，景觀類似月球表面，故名月世界。又因為這種地形險惡，不適合人類活動，所以此種地形又稱為「惡地」。
惡地主要由泥岩層構成，分布在臺南市、高雄市一帶，二仁溪以南的泥岩層因最初在古亭坑發現，故名「古亭坑層」:67。該地泥岩層厚達數千公尺，是全台灣分佈範圍最廣，夾雜其他岩塊最少的泥岩層。

## 代表地貌
分布在臺南、高雄一帶的二仁溪以南，此區的泥岩景觀以田寮月世界為代表，而台南新化這一帶則以龍船山西邊的草山月世界為代表。另外還可以依據地貌所在區域分成以下幾個部分。
1. 臺南、高雄交界處的古亭坑背斜軸軸部沿線：田寮區古亭坑月世界泥火山、崇德泥火山。
2. 高雄燕巢區境內的旗山斷層沿線[註 1]：烏山頂泥火山群、埤底巷養女湖泥火山、新養女湖泥火山。
3. 高屏海岸平原：高雄市彌陀區漯底山、燕巢區滾水坪泥火山。

## 外部連結
- 林務局自然保育網－烏山頂泥火山地景自然保留區
- 燕巢「古亭坑層」惡地，新養女湖以及烏山頂泥火山自然保留區（页面存档备份，存于）[來源可靠？]